# Ibrahim Turay
Ibrahim Turay (* 4. September 1993 in Waterloo, Western Area) ist ein sierra-leonischer Leichtathlet.
Er nahm am 200-Meter-Lauf bei den Olympischen Sommerspielen 2012 in London teil, schied dort allerdings bereits im Vorlauf 2 als Achter mit einer Zeit von 21,90 Sekunden aus, stellte dabei allerdings eine persönliche Bestzeit auf. Dort war er auch Fahnenträger seines Landes bei der Abschlussfeier. Neben der 1979 geborenen Ola Sesay, die im Weitsprung antrat, war er einer von zwei sierra-leonischen Athleten, die an den Olympischen Spielen 2012 teilnahmen.

## Leben & Karriere
Turay wurde im Jahre 1993 in der Stadt Waterloo, rund 30 Kilometer südöstlich der Hauptstadt Freetown, geboren und begann seine Leichtathletikkarriere in seinem Heimatland, wo er vor allem als Sprinter ausgebildet wurde. Am 7. Oktober 2010 stellte er, gerade 17 Jahre alt geworden, seine persönliche Bestzeit im 400-Meter-Lauf auf, wobei er bei den Commonwealth Games 2010 im indischen Neu-Delhi auf eine Zeit von 50,96 Sekunden kam. Vier Tage spätere stellte er zwei weitere persönliche Bestleistungen auf und zwar im 4 × 100-m-Staffellauf (44,11 Sekunden) und 4 × 400-m-Staffellauf (3:23,68 Minuten). Im Jahre 2012 nahm Turay als einer von zwei sierra-leonischen Athleten an den Olympischen Sommerspielen 2012 in London teil. Dabei war er zum Zeitpunkt der Teilnahme Mitglied des Sierra Peace Athletics Club aus der Hauptstadt Freetown und wurde von seinem Landsmann Abu White Kamara trainiert. Sein Bruder Bernard Turay trat die Reise nach London ebenfalls an, wo er als Journalist akkreditiert wurde und als Pressesprecher der sierra-leonischen Athleten agierte. Während seine Landsmännin bereits fix für den Hauptbewerb bei den Olympischen Spielen qualifiziert war, musste Ibrahim Turay, der im Vorfeld an einem  IAAF Training Camp im Senegal teilgenommen hatte, in einem Vorlauf an den Start gehen. Dabei trat der Sierra-Leoner im Vorlauf 2 an, wo er auf eine Zeit von 21,90 Sekunden und damit eine persönliche Bestzeit kam, jedoch als Letzter in der mit acht Teilnehmern begrenzten Gruppe ausschied, ohne am Hauptwettkampf teilzunehmen.
Im Jahre 2013 stellte der 1,85 m große Athlet, der neben seiner Amtssprache Englisch auch Französisch spricht, eine weitere persönliche Bestleistung auf. Zuvor tat sich nach den Olympischen Spielen allerdings ein Vereinswechsel auf; so wechselte er vom Sierra Peace AC aus dem sierra-leonischen Freetown zum Reading AC ins englische Reading. Davor beendete er allerdings noch seine Ausbildung am Institute of Business Administration and Technology in Freetown, wo er in Kommunikationswissenschaft bzw. Kommunikationstechnik ausgebildet wurde. Beim Reading AC gehört der Sierra-Leoner seit seinem Vereinswechsel dem dortigen U23-Kader an. So erreichte er beim 110-Meter-Hürdenlauf in Stoke-on-Trent am 3. August 2013 eine Zeit von 15,58 Sekunden. Über das gesamte Jahr 2013 nahm er vorwiegend an Events und Meetings der British Athletics League und der Southern Men’s League teil. Weitere individuelle Bestleistungen konnte er im darauffolgenden Jahr 2014 verzeichnen, wobei am 1. Februar während der Winter Series des Windsor, Slough, Eton & Hounslow Athletic Clubs beim 60-Meter-Lauf in der Halle in Eton auf eine Zeit von 7,03 Sekunden kam. Zudem erreichte er am 16. Februar bei den Birmingham Games in Birmingham eine Zeit von 22,60 Sekunden beim 200-Meter-Lauf in der Halle. Außerdem nahm er Anfang dieses Jahres bei den London Indoor Games 2014 U20 im Lee Valley Athletics Centre teil, wo er im 400-Meter-Lauf antrat.

## Statistiken

### Persönliche Bestleistungen
| Event                  | Zeit (s) | Ort        | Datum            |
| ---------------------- | -------- | ---------- | ---------------- |
| 60 Meter in der Halle  | 7,03 m   | Eton       | 1. Februar 2014  |
| 100 Meter              | 11,15    | Lee Valley | 17. August 2016  |
| 200 Meter              | 21,90    | London     | 7. August 2012   |
| 200 Meter in der Halle | 22,60    | Birmingham | 16. Februar 2014 |
| 400 Meter              | 50,96    | Neu-Delhi  | 7. Oktober 2010  |
| 110 Meter Hürden       | 15,58    | Stoke      | 3. August 2013   |
| 4 × 100 Meter          | 44,11    | Neu-Delhi  | 11. Oktober 2010 |
| 4 × 400 Meter          | 3:23,68  | Neu-Delhi  | 11. Oktober 2010 |